# Балью, Иван
Иван Сальвадор Балью Кампени (исп. Iván Salvador Balliu Campeny; род. 1 января 1992[…], Кальдес-де-Малавелья) — албанский и испанский футболист, защитник клуба «Райо Вальекано» и сборной Албании. Участник чемпионата Европы 2024.

## Клубная карьера
Иван с 2005 по 2011 год занимался в знаменитой академии «Барселона». В сезоне 2010/11 он дебютировал за вторую команду клуба, сыграл два матча. В то же время он был капитаном юношеской команды Хувениль А. Всего за «Барселону B» Иван сыграл пятьдесят три матча. 30 мая 2013 года он расторг контракт с клубом.
Через месяц после ухода из «Барселоны» Иван присоединился к португальской команде «Арока», подписав с ней двухлетний контракт. 1 сентября состоялся его дебют в высшей португальской лиге в матче против «Риу Аве».
В июле 2015 года Балью в статусе свободного агента заключил двухлетний контракт с французским клубом «Мец», выступавшим в Лиге 2.

## Выступления за сборную
Отец Ивана — албанец, а мать — испанка. На уровне юношеских сборных Балью выступал за сборную Испании, но дальше возрастной группы до 17 лет не дошёл. В 2017 году он принял решение выступать за сборную Албании и в августе того же года получил албанское гражданство. Его дебют состоялся 6 октября 2017 года в матче отборочного турнира к чемпионату мира 2018 года со сборной Испании.